# Volpe (ALCA)
La Volpe è una microvettura progettata da Gioachino Colombo e disegnata da Flaminio Bertoni per l'Anonima Lombarda Cabotaggio Aereo (ALCA).

## Storia
La Volpe venne presentata il 30 marzo 1947 a Roma dalla neonata Anonima Lombarda Cabotaggio Aereo come un'alternativa economica alla Fiat Topolino. Lo spettacolo vide la partecipazione del comico Erminio Macario e destò molta curiosità. La vetturetta era scoperta (ma dotata di capote); il motore, progettato da Pietro Vassena, era un bicilindrico a due tempi da 124 cm³ aveva 6 CV a 5000 giri/minuto, era montato in posizione posteriore e l'avrebbe spinta fino a 75 km/h. Cinque ALCA Volpe vennero iscritte alla Mille Miglia in una "versione turbocompressa", senza capote e con coda aerodinamica e poggiatesta integrato.
Ne furono prodotti un centinaio di esemplari, dopodiché non se ne seppe più nulla, tantomeno della "versione turbo" che non si presentò alla partenza della corsa automobilistica. Nel 1948 la ditta venne accusata di bancarotta fraudolenta, avendo già preso i soldi dei clienti che avevano ordinato la vetturetta per un totale di circa 300 milioni di lire (5.479.520 euro di oggi).
La truffa coinvolse anche la ditta spagnola Gemicar Internacional Auto S.L. di Madrid che nel 1947 aveva deciso di costruire una versione della vetturetta (Hispano Volpe) per il mercato interno, nonché per Portogallo, Marocco, America Latina e le allora colonie spagnole. Nessun esemplare di questa versione è mai stato prodotto.
Di ALCA Volpe esistono ancora alcuni esemplari in musei o collezioni private: si tratta comunque di versioni statiche. Un'ALCA Volpe sarebbe arrivata negli Stati Uniti nel 1951 e si trattava probabilmente di un esemplare nel quale era stato montato un motore di altra provenienza.
La Volpe fu, seppur praticamente solo sulla carta, l'antesignana delle microvetture del decennio successivo, chiamate anche bubble cars.